# Una goccia nel mare
Una goccia nel mare è stato un programma televisivo italiano di genere people show, andato in onda su Canale 5 il venerdì in prima serata per 7 puntate, dal 24 aprile al 5 giugno 1998, con la conduzione di Mara Venier.

## La trasmissione

### Il format
La trasmissione raccontava storie di disagio quotidiano di persone comuni, che si rivolgevano la trasmissione chiedendo un aiuto concreto; i casi erano tragedie della quotidianità, come ad esempio storie di disoccupazione o povertà. A provare a dare una mano alle persone in difficoltà intervenivano spesso anche personaggi famosi, che si rivolgevano personalmente ad autorità o centri sociali per chiedere solidarietà in nome delle persone che si rivolgevano alla Venier, in cerca anche soltanto di un piccolo aiuto (da qui il titolo, "una goccia nel mare"). Inviato della trasmissione era Dario Cassini.
Tra gli autori della trasmissione spiccavano i nomi di Betty Soldati, in seguito collaboratrice di Maria De Filippi che proprio in quel periodo portava al debutto un'altra trasmissione incentrata sui sentimenti, C'è posta per te, Luca Zanforlin e Cristophe Sanchez, anche ideatore del format curato nella sua realizzazione da Fatma Ruffini. La regia era di Stefano Vicario.

### La collocazione in palinsesto
La trasmissione è andata in onda dal 24 aprile al 5 giugno 1998 e ne è stata realizzata anche una puntata speciale, trasmessa il 14 giugno 1999, durante la quale venivano mostrate le attuali situazioni dei protagonisti in studio, verificando se gli aiuti ricevuti l'anno precedente avessero migliorato la qualità della loro vita.

### Accoglienza
La trasmissione ottenne un tiepido successo, con ascolti altalenanti. Si trattava di una delle prime esperienze di Mara Venier su Canale 5 dopo il grande successo ottenuto in RAI negli anni precedenti e dopo l'esperienza sfortunata del programma del mezzogiorno Ciao Mara.